# Hora de Kamchatka
|  | Huso horario     | Nombre local                                                  |
|  | ---------------- | ------------------------------------------------------------- |
|  | UTC +2 (MSK −1)  | Hora de Kaliningrado (EET)                                    |
|  | UTC +3 (MSK)     | Hora de Moscú (MSK)                                           |
|  | UTC +4 (MSK +1)  | Hora de Samara (SAMT)                                         |
|  | UTC +5 (MSK +2)  | Hora de Ekaterimburgo (YEKT)                                  |
|  | UTC +6 (MSK +3)  | Hora de Omsk (OMST)                                           |
|  | UTC +7 (MSK +4)  | Hora de Krasnoyarsk (KRAT) y Novosibirsk (NOVT)               |
|  | UTC +8 (MSK +5)  | Hora de Irkutsk (IRKT)                                        |
|  | UTC +9 (MSK +6)  | Hora de Yakutsk (YAKT)                                        |
|  | UTC +10 (MSK +7) | Hora de Vladivostok (VLAT)                                    |
|  | UTC +11 (MSK +8) | Hora de Magadán (MAGT), Sajalín (SAKT) y Srednekolimsk (SRET) |
|  | UTC +12 (MSK +9) | Hora de Kamchatka (PETT) y Anádyr (ANAT)                      |

La Hora de Kamchatka u Hora de Petropávlovsk (PETT), también conocida como Hora de Anádyr (ANAT), es el huso horario doce horas por delante del UTC (UTC+12) y nueve horas por delante de la hora de Moscú (MSK+6). Actualmente tiene vigencia en el Krai de Kamchatka y en el Distrito Autónomo de Chukotka. Este huso horario se utiliza en las dos regiones más orientales de Rusia desde octubre de 2014 y también se utilizó antes de la reforma del huso horario de 2010. El horario de verano de Kamchatka (PETST) correspondía a UTC+13, aun así seguía manteniendo el MSK+9.
El 28 de marzo de 2010, mientras que la mayoría de las regiones de Rusia cambiaron al horario de verano adelantando los relojes una hora, las dos regiones rusas que utilizan el horario de Kamchatka, el Krai de Kamchatka y el Distrito Autónomo de Chukotka, mantuvieron el horario UTC+12, uniéndose efectivamente al horario de verano de Magadán. No se produjeron más cambios en el horario de verano desde entonces. Hasta 2014, la DST era estándar en Rusia durante todo el año. Cuando la hora en la mayor parte de Rusia se trasladó una hora atrás en octubre de 2014, se restableció una zona horaria MSK+9 separada, pero las transiciones horarias de verano/invierno no volvieron.